# 民間人権陣線
民間人権陣線（みんかんじんけんじんせん 繁体字:民間人權陣線 英語: Civil Human Rights Front）は香港において民主や人権などの活動を行っていたプラットフォーム団体であり、2019年6月の時点で、民間人権陣営に参加している市民および政治組織の数は48に達していた。七一遊行とよばれる香港主権移譲の日には2003年以来毎年活動していた。略名は民陣である。

## 概要
2002年9月13日に民間人権陣線は設立。 民間人権陣線は市民社会がさまざまな力を結集して、香港の人権と民主主義の運動を推進し、市民社会の発展を目指すためのプラットフォームを提供することを目的としている。
当初、民権戦線は香港基本法第23条の立法のみを担当していたが、2003年の7・1デモ以降、民権戦線は人権や警察権力などの非政治的な生活問題に注目するようになり、「人民生活・民権小組」（通称：人民生活・民権小組）と「人権小組」を設置して活動した。 香港の人々の正当な利益を守ることを目的としている。

### 歴代代表者
| 任期                          | 姓名   | 備註 |
| ----------------------------- | ------ | --- |
| 2002年－2004年                | 胡露茜 | 基督教神學教育工作者，女性主義者，香港中文大學崇基學院神學院的教師，香港基督徒學會前總幹事，香港婦女基督徒協會前發起人                               |
| 2004年－2005年                | 莊耀洸 | 非執業律師，香港人權監察主席，前港同盟立法會議員司徒華助理，香港教育大學高級專任導師（教育政策與領導學系）、香港教育專業人員協會的副會長。           |
| 2005年－2006年                | 鍾松輝 | 巴士司機、曾為社民連成員、工團總會轄下中華汽車自由工會理事長，曾參選2004年立法會選舉及2012年立法會選舉。                                             |
| 2006年－2007年                | 孔令瑜 | 香港天主教正義和平委員會幹事，前社民連主席陶君行之妻。                                                                                               |
| 2007年－2008年                | 鍾松輝 | 第二度擔任召集人 曾為社民連成員，曾參選2004年立法會選舉及2012年立法會選舉香港島選區。                                                                |
| 2008年－2009年                | 韋少力 | 東區區議會鯉景灣區議員、獨立民主派人士、六四舞台成員。                                                                                               |
| 2009年10月－2010年10月        | 李偉儀 | 人民力量成員，前社民連成員，民主陣線副主席，全港報販大聯盟義務秘書，同根社顧問，荃灣區議會增選委員、註冊性治療師，曾參選2008年立法會選舉九龍西選區。 |
| 2010年10月－2011年10月        | 范國威 | 前香港立法會議員、西貢區議會運亨區議員，新民主同盟成員。                                                                                             |
| 2011年10月－2012年10月        | 黎恩灝 | 香港中文大學學生會前會長 |
| 2012年10月－2013年10月        | 孔令瑜 | 第二度擔任召集人 香港天主教正義和平委員會幹事，前社民連主席陶君行之妻。                                                                              |
| 2013年10月－2014年10月        | 楊政賢 | 香港中文大學學生會前會長、香港專上學生聯會前副秘書長。                                                                                               |
| 2014年10月－2015年10月        | 陳倩瑩 | 香港中文大學學生會前外務副會長和香港專上學生聯會前秘書長                                                                                             |
| 2015年10月－2016年10月        | 岑子杰 | 社民連成員，香港彩虹執行幹事。 |
| 2016年10月－2017年10月        | 區諾軒 | 前香港立法會議員、前南區區議會利東一區議員、議會陣線成員、前民主黨成員。                                                                             |
| 2017年10月－2018年10月        | 葉志衍 | 大專政改關注組、一地兩檢關注組成員。 |
| 2018年10月－2020年10月        | 岑子杰 | 第二度擔任召集人 沙田區議會瀝源區議員、社會民主連線副主席、香港彩虹執行幹事。                                                                        |
| 2020年10月21日－2021年8月15日 | 陳皓桓 | 社民連行委會的常務委員及社會行動幹事，自2018年起擔任民陣副召集人，同時為警權組召集人。                                                               |

### 2019年-2020年香港民主化デモ以後
2019年-2020年香港民主化デモ以後の動向として、代表の岑子杰が長いナイフと野球のバットで武装した2人の覆面男に襲われた。 岑子杰は友人に守られていましたが、手に怪我をして病院に運ばれた。 
2021年3月5日、シンガポールの『聯合早報』紙は情報筋の話として、全米民主主義基金（NED）が民間人権陣線に資金を提供し、香港当局が調査していると報じた。 もし事実であれば、民間人権陣線は国家安全法に違反することになり、香港政府によって禁止される可能性がある。 これに対し、陳皓桓は声明を発表し、NDFは設立以来、米国の全米民主主義基金（NED）を含む外国政府や団体からの資金提供を一切受けていないと述べた。この報道の後、多くの民主派団体が民間人権陣線から脱退し、8月15日には解散を発表した。